# Campeonato Europeu de Patinação Artística no Gelo de 1995
O Campeonato Europeu de Patinação Artística no Gelo de 1995 foi a octogésima sétima edição do Campeonato Europeu de Patinação Artística no Gelo, um evento anual de patinação artística no gelo organizado pela União Internacional de Patinação (em inglês:  International Skating Union) onde os patinadores artísticos competem pelo título de campeão europeu. A competição foi disputada entre os dias 29 de janeiro e 5 de fevereiro, na cidade de Dortmund, Alemanha.

## Eventos
- Individual masculino
- Individual feminino
- Duplas
- Dança no gelo

## Medalhistas
| Evento                        | Ouro                                      | Prata                                              | Bronze                                        |
| Individual masculino detalhes | Ilia Kulik · Rússia                       | Alexei Urmanov · Rússia                            | Viacheslav Zagorodniuk · Ucrânia              |
| Individual feminino detalhes  | Surya Bonaly · França                     | Olga Markova · Rússia                              | Elena Liashenko · Ucrânia                     |
| Duplas detalhes               | Mandy Wötzel · Ingo Steuer · Alemanha     | Radka Kovaříková · René Novotný · República Tcheca | Evgenia Shishkova · Vadim Naumov · Rússia     |
| Dança no gelo detalhes        | Susanna Rahkamo · Petri Kokko · Finlândia | Sophie Maniotte · Pascal Lavanchy · França         | Anjelika Krylova · Oleg Ovsiannilkov · Rússia |

## Resultados

### Individual masculino
| Medalha de ouro                                       | Ilia Kulik             | Rússia           |
| Medalha de prata                                      | Alexei Urmanov         | Rússia           |
| Medalha de bronze                                     | Viacheslav Zagorodniuk | Ucrânia          |
| 4                                                     | Philippe Candeloro     | França           |
| 5                                                     | Éric Millot            | França           |
| 6                                                     | Oleg Tataurov          | Rússia           |
| 7                                                     | Dmitri Dmitrenko       | Ucrânia          |
| 8                                                     | Steven Cousins         | Reino Unido      |
| 9                                                     | Vasili Eremenko        | Ucrânia          |
| 10                                                    | Cornel Gheorghe        | Romênia          |
| 11                                                    | Ronny Winkler          | Alemanha         |
| 12                                                    | Michael Tyllesen       | Dinamarca        |
| 13                                                    | Fabrizio Garattoni     | Itália           |
| 14                                                    | Szabolcs Vidrai        | Hungria          |
| 15                                                    | Markus Leminen         | Finlândia        |
| 16                                                    | Bessarion Tsintsadze   | Geórgia          |
| 17                                                    | Alexander Mourashko    | Bielorrússia     |
| 18                                                    | Patrick Meier          | Suíça            |
| 19                                                    | Mirko Eichhorn         | Alemanha         |
| 20                                                    | Johnny Jensen          | Dinamarca        |
| 21                                                    | Ivan Dinev             | Bulgária         |
| 22                                                    | Patrick Schmit         | Luxemburgo       |
| 23                                                    | Jan Erik Digernes      | Noruega          |
| 24                                                    | Daniel Peinado         | Espanha          |
| Não avançaram para a patinação livre / programa longo |                        |                  |
| 25                                                    | Florian Tuma           | Áustria          |
| 26                                                    | Veli-Pekka Riihinen    | Suécia           |
| 27                                                    | Rastislav Vnucko       | República Tcheca |
| 28                                                    | Roman Martonenko       | Estônia          |
| 29                                                    | Zbigniew Komorowski    | Polônia          |
| 30                                                    | Marcus Deen            | Países Baixos    |

### Individual feminino
| Pos.                                                  | Nome                   | Nacionalidade    |
| ----------------------------------------------------- | ---------------------- | ---------------- |
| Medalha de ouro                                       | Surya Bonaly           | França           |
| Medalha de prata                                      | Olga Markova           | Rússia           |
| Medalha de bronze                                     | Elena Liashenko        | Ucrânia          |
| 4                                                     | Tanja Szewczenko       | Alemanha         |
| 5                                                     | Irina Slutskaya        | Rússia           |
| 6                                                     | Marina Kielmann        | Alemanha         |
| 7                                                     | Maria Butyrskaya       | Rússia           |
| 8                                                     | Krisztina Czakó        | Hungria          |
| 9                                                     | Anna Rechnio           | Polônia          |
| 10                                                    | Kateřina Beránková     | República Tcheca |
| 11                                                    | Yulia Lavrenchuk       | Ucrânia          |
| 12                                                    | Laetitia Hubert        | França           |
| 13                                                    | Zuzanna Szwed          | Polônia          |
| 14                                                    | Tony Bombardieri       | Itália           |
| 15                                                    | Júlia Sebestyén        | Hungria          |
| 16                                                    | Janine Bur             | Suíça            |
| 17                                                    | Marta Andrade          | Espanha          |
| 18                                                    | Alma Lepina            | Letônia          |
| 19                                                    | Nathalie Krieg         | Suíça            |
| 20                                                    | Mojca Kopač            | Eslovênia        |
| 21                                                    | Julia Lautowa          | Áustria          |
| 22                                                    | Monique van der Velden | Países Baixos    |
| 23                                                    | Malika Tahir           | França           |
| WD                                                    | Ludmila Ivanova        | Ucrânia          |
| Não avançaram para a patinação livre / programa longo |                        |                  |
| 25                                                    | Ivana Jakupcevic       | Croácia          |
| 26                                                    | Kaisa Kella            | Finlândia        |
| 27                                                    | Jenna Arrowsmith       | Reino Unido      |
| 28                                                    | Helena Grundberg       | Suécia           |
| 29                                                    | Kaja Hanevold          | Noruega          |
| 30                                                    | Sofia Penkova          | Bulgária         |

### Duplas
| Pos.              | Nome                                  | Nacionalidade    |
| ----------------- | ------------------------------------- | ---------------- |
| Medalha de ouro   | Mandy Wötzel / Ingo Steuer            | Alemanha         |
| Medalha de prata  | Radka Kovaříková / René Novotný       | República Tcheca |
| Medalha de bronze | Evgenia Shishkova / Vadim Naumov      | Rússia           |
| 4                 | Marina Eltsova / Andrei Bushkov       | Rússia           |
| 5                 | Elena Berezhnaya / Oleg Shliakhov     | Letônia          |
| 6                 | Maria Petrova / Anton Sikharulidze    | Rússia           |
| 7                 | Sarah Abitbol / Stéphane Bernadis     | França           |
| 8                 | Elena Belousovskaya / Sergei Potalov  | Ucrânia          |
| 9                 | Dorota Zagórska / Mariusz Siudek      | Polônia          |
| 10                | Jekaterina Silnitzkaja / Mirko Müller | Alemanha         |
| 11                | Silvia Dimitrov / Rico Rex            | Alemanha         |
| 12                | Lesley Rogers / Michael Aldred        | Reino Unido      |
| 13                | Lilia Mashkovskaya / Igor Maliar      | Ucrânia          |
| 14                | Marta Andrella / Dmitri Kaploun       | Itália           |
| 15                | Veronika Joukalova / Otto Dlabola     | República Tcheca |
| 16                | Jeltje Schulten / Alcuin Schulten     | Países Baixos    |

### Dança no gelo
| Medalha de ouro                  | Susanna Rahkamo / Petri Kokko           | Finlândia        |
| Medalha de prata                 | Sophie Maniotte / Pascal Lavanchy       | França           |
| Medalha de bronze                | Anjelika Krylova / Oleg Ovsiannilkov    | Rússia           |
| 4                                | Tatiana Navka / Samuel Gezolian         | Bielorrússia     |
| 5                                | Marina Anissina / Gwendal Peizerat      | França           |
| 6                                | Kateřina Mrázová / Martin Šimeček       | República Tcheca |
| 7                                | Irina Romanova / Igor Yaroshenko        | Ucrânia          |
| 8                                | Jennifer Goolsbee / Hendryk Schamberger | Alemanha         |
| 9                                | Irina Lobacheva / Ilia Averbukh         | Rússia           |
| 10                               | Barbara Fusar-Poli / Maurizio Margaglio | Itália           |
| 11                               | Margarita Drobiazko / Povilas Vanagas   | Lituânia         |
| 12                               | Sylwia Nowak / Sebastian Kolasiński     | Polônia          |
| 13                               | Diane Gerencser / Alexander Stanislavov | Suíça            |
| 14                               | Elena Grushina / Ruslan Goncharov       | Ucrânia          |
| 15                               | Kati Winkler / René Lohse               | Alemanha         |
| 16                               | Allison McLean / Konrad Schaub          | Áustria          |
| 17                               | Elena Kustarova / Vazgen Azroyan        | Rússia           |
| 18                               | Michelle Fitzgerald / Vincent Kyle      | Reino Unido      |
| 19                               | Claire Wileman / Andrew Place           | Reino Unido      |
| 20                               | Lynn Burton / Duncan Lenard             | Reino Unido      |
| 21                               | Kako Koinuma / Tigran Arakelian         | Armênia          |
| 22                               | Albena Denkova / Hristo Nikolov         | Bulgária         |
| 23                               | Enikő Berkes / Szilárd Tóth             | Hungria          |
| 24                               | Anna Mosenkova / Dmitri Kurakin         | Estônia          |
| Não avançaram para a dança livre |                                         |                  |
| 25                               | Anita Chaudhurti / Hans T'Hart          | Países Baixos    |

## Quadro de medalhas
| Ordem | País             | Medalha de ouro | Medalha de prata | Medalha de bronze |    | Ordem por total |
| ----- | ---------------- | --------------- | ---------------- | ----------------- | -- | --------------- |
| 1     | Rússia           | 1               | 2                | 2                 | 5  | 1               |
| 2     | França           | 1               | 1                |                   | 2  | 2               |
| 3     | Alemanha         | 1               |                  |                   | 1  | 4               |
| 3     | Finlândia        | 1               |                  |                   | 1  | 4               |
| 5     | República Tcheca |                 | 1                |                   | 1  | 4               |
| 6     | Ucrânia          |                 |                  | 2                 | 2  | 2               |
| TOTAL | TOTAL            | 4               | 4                | 4                 | 12 | —               |